# Fondation nationale de gérontologie
 (février 2013).
Pour les articles homonymes, voir FNG.

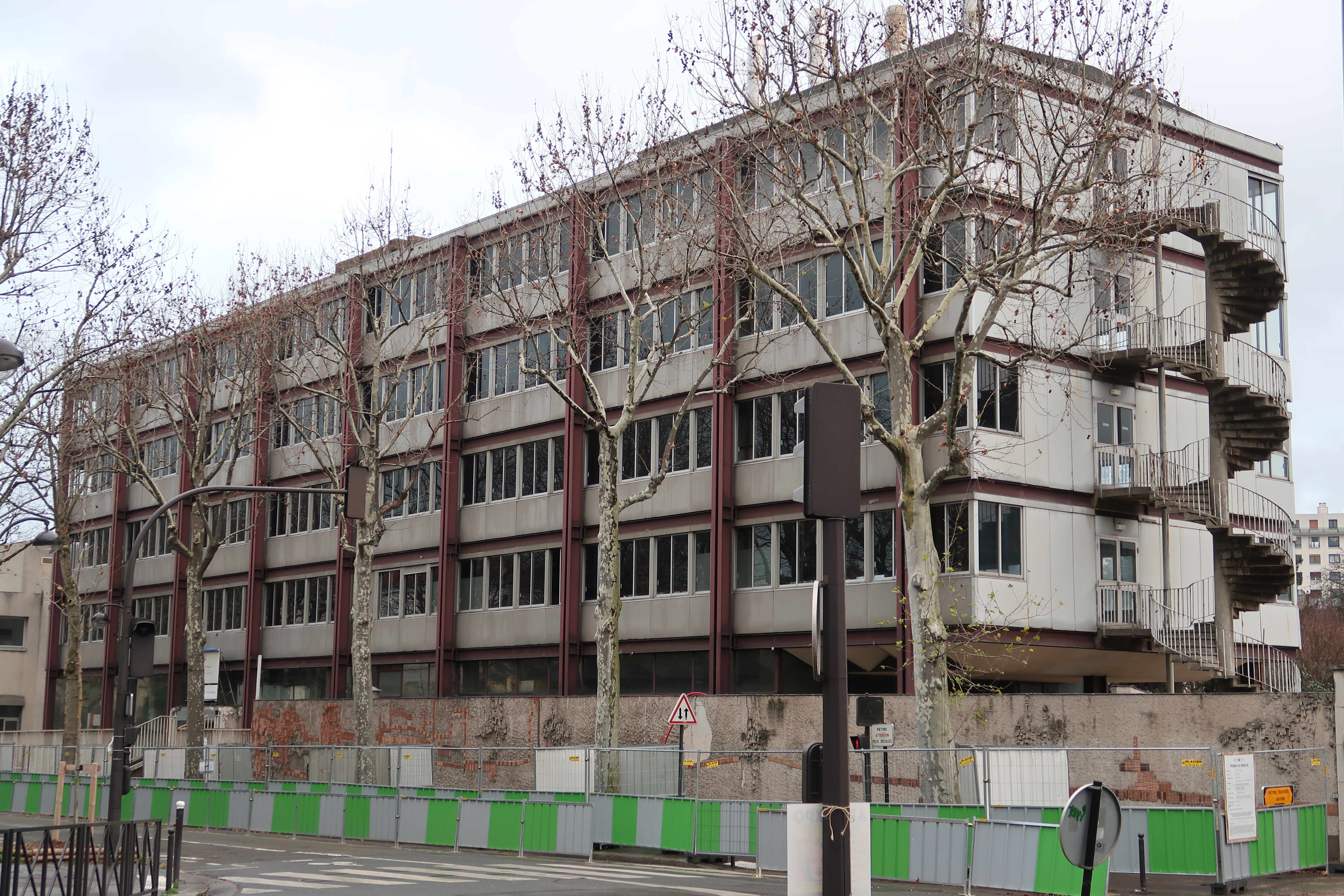
Siège de la Fondation nationale de gérontologie, 49 rue Mirabeau (16e arrondissement de Paris).

La Fondation nationale de gérontologie (FNG) est un centre de ressources au niveau national sur les questions relatives à la vieillesse et au vieillissement, fondée par le professeur François Bourlière (1967).
Elle est située 49, rue Mirabeau à Paris.
C'est un lieu de recherche, d'information (documentations) et de formation :
- pour les spécialistes des différentes disciplines de la gérontologie sociale et médicale
- pour les acteurs concernés par la révolution de la longévité et la place grandissante des personnes âgées dans l'économie et la société

La Fondation Nationale de Gérontologie a été créée et reconnue d'utilité publique le 20 septembre 1967. 
Cessation d'activités de la FNG au 31 décembre 2013, à la suite de la décision de son conseil d’administration.

## Présidents de la Fondation nationale de gérontologie
Présidents de la Fondation nationale de gérontologie :
- Pierre Laroque (1967-1975)[4]
- Clément Michel
- Francis Pavard (-1991)
- Geneviève Laroque (1991-2012)
- Paulette Guinchard (depuis 2013[5])

## Directeurs de la Fondation nationale de gérontologie
- François Bourlière (1967-)
- Françoise Forette